# Ceriale
Ceriale é uma comuna italiana da região da Ligúria, província de Savona, com cerca de 5.268 habitantes. Estende-se por uma área de 11 km², tendo uma densidade populacional de 479 hab/km². Faz fronteira com Albenga, Balestrino, Borghetto Santo Spirito, Cisano sul Neva, Toirano.

## Demografia
| Variação demográfica do município entre 1861 e 2011                               |
|                                                                                   |
| Fonte: Istituto Nazionale di Statistica (ISTAT) - Elaboração gráfica da Wikipedia |